# Simon Bussy
Simon Albert Bussy (Dole, 1870 – Londra, 1954) è stato un pittore francese.

## Biografia
Simon Bussy nacque a Dole (nel Dipartimento dello Jura) nel 1870 e morì a Londra nel 1954. Era un pittore di nazionalità francese ed i suoi soggetti preferiti erano ritratti, paesaggi e animali, che dipingeva soprattutto con la tecnica del pastello.
Studiò all'École des beaux-arts di Parigi, dove ebbe come insegnanti Robert Delaunay e Gustave Moreau. Nel 1897 organizzò la sua prima mostra personale presso la Galleria Durand-Ruel a Parigi. Nel 1901 visitò Londra, dove venne a contatto con i membri di alcuni circoli artistici inglesi, soprattutto del Bloomsbury Group, e dove conobbe Dorothy Strachey, che divenne sua moglie nel 1903.

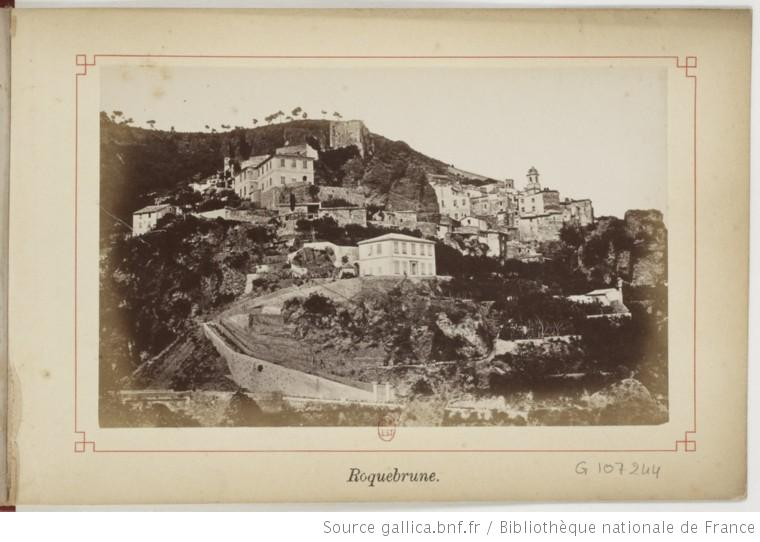
Roquebrune Cap Martin nel 1890

Poco dopo il matrimonio Simon e Dorothy si trasferirono a Roquebrune Cap Martin, nel Sud della Francia, dove acquistarono una piccola casa che divenne ben presto un punto d'incontro per artisti, scrittori ed intellettuali sia francesi che inglesi. Oltre al fratello di Dorothy, lo storico Lytton Strachey, ed al cugino, il pittore Duncan Grant, furono frequentatori abituali di casa Bussy, fra gli altri, Rudyard Kipling, André Gide, Roger Fry, Vanessa Bell, Mark Gertler, Paul Valéry, Virginia Woolf, Bernard Berenson. E inoltre i due grandi amici di lunga data di Simon, i pittori Henri Matisse e Georges Rouault.
In seguito i coniugi Bussy si alternarono fra Roquebrune e l'Inghilterra, dove trascorrevano l'estate. In quel periodo Simon dipinse soprattutto ritratti (ritrasse fra gli altri gli amici Gide e Valéry e gran parte del gruppo di Bloomsbury), e paesaggi a pastello. A partire dal 1912 si dedicò quasi esclusivamente agli animali, specialmente uccelli, rettili e pesci, che andava ad osservare e studiare allo Zoo di Londra. Di fatto si dedicò con grande passione a questi soggetti, creando schizzi prima di realizzare il dipinto a pastello.
Negli anni venti e trenta il successo di Bussy fu notevole sia in Francia che in Inghilterra, ma a partire dalla fine degli anni trenta l'apprezzamento di pubblico e critica declinò inesorabilmente, soprattutto in Francia.
Il contenuto del suo studio fu venduto all'asta nel 1960 dalla Casa d'aste Sotheby's, e finì disperso fra vari compratori. Alcuni pastelli di Simon Bussy sono oggi conservati presso le collezioni della National Portrait Gallery e della Tate Gallery a Londra. Sue opere si trovano anche in musei francesi fra i quali il Musée nationale d’Art Moderne a Parigi e il Musée départemental de l'Oise a Beauvais.